# Glamour (film, 1984)
Pour les articles homonymes, voir Glamour (homonymie).
Pour plus de détails, voir Fiche technique et Distribution.
Glamour est un film français réalisé par François Merlet et sorti en 1985.

## Fiche technique
- Titre : Glamour
- Réalisation : François Merlet
- Scénario et dialogues : Michel Ferreri et François Merlet
- Photographie : Jean-Jacques Flori
- Décors : Yves Brover-Rabinovici
- Costumes : Leslie Moore
- Son : Jean-Pierre Delorme et Roger Di Ponio
- Musique : Joe Ericksen et Freddie Meyer
- Montage : Michel Lewin
- Pays d'origine :  France
- Production : Orphée Arts - Star Média
- Tournage : du 9 juillet au 10 septembre 1984
- Genre : comédie
- Durée : 101 minutes
- Date de sortie : France : 16 janvier 1985

## Distribution
- Gabriella Dufwa : Marine
- Yves Jouffroy : Philippe Villeneuve
- Jacqueline Finnegan : Pauline
- Deborah Power : Mme Villeneuve
- Stéphane Del Valle : Charles
- Serge Sauvion : le Toque
- Nicole Desailly : Amélie
- Adrien Cayla-Legrand : le client de Villeneuve
- Jacqueline Noëlle : la secrétaire de Villeneuve
- Simon de la Brosse : Rémy